# The Belle of New York
 The Belle of New York és una pel·lícula musical estatunidenca dirigida per Charles Walters, estrenada el 1952.

## Argument
Charlie Hill, seductor inveterat, s'enamora d'Angela Bonfils, que s'ocupa de l'Exèrcit de Salvació. Com mai no ha treballat, i per agradar a la seva estimada, prova sort en diverses feines on no provoca més que catàstrofes. Angela es decideix amb tot a casar-se amb ell, amb l'assentiment de la vella tia de Charlie. Però la idea d'aquest matrimoni desagrada a Max Ferris, del qual Charlie és l'únic client...

## Repartiment
- Fred Astaire: Charlie Hill
- Vera-Ellen: Angela Bonfils
- Anita Ellis: Angela Bonfils (cant)
- Marjorie Main: Mrs Phineas Hill
- Keenan Wynn: Max Ferris
- Alice Pearce: Elsie Wilkins
- Clinton Sundberg: Gilford Spivak
- Gale Robbins: Dixie "Deadshot" McCoy

## Cançons de la pel·lícula
- When I'm Out With The Belle Of New York - Cor d'homes
- Who Wants To Kiss The Bridegroom - Charlie & Girls
- Let A Little Love Come In - Elsie i Angela
- Seeing's Believing - Charlie
- Baby Doll - Charlie & Angela
- Oops - Charlie
- A Bride's Wedding Day Song (Curries And Ives) - Charlie & Angela
- Naughty But Nice - Angela
- I Wanna be a Dancin Man - Charlie
- I Love to Beat the Big Bass Drum (no-utilitzada)
- When I'm Out With the Belle of New York - Angela & Cor (no-utilitzada)

## Crítica
Fins i tot el cinema indie té imitadors, i la pel·lícula d'Alejandro G. Monteverde és un simulacre de producte d'autor on tots els elements identificatius són allà, però falta una cosa essencial: l'ànima, l'originalitat, allò que es diu estil i que dona personalitat. Neta d'imatge, impecable en la seva banda sonora i molt calculada perquè la història no ofengui ni a gringos ni a mexicans, la cinta és com aquest cargol de mar que el protagonista troba a la sorra: hi haurà gent que la trobarà artística, i fins i tot arriscada, quan és d'un convencionalisme que espanta, i d'altres (suposo que una minoria, per això el seu èxit al mercat EUA), que no voldran tenir-la com a ornament decoratiu perquè pugui contaminar el seu gust.

## Al voltant de la pel·lícula
- Judy Garland va ser proposada pel paper d'Angela, i Mae West pel de la Sra. Hill.
- La comèdia musical en què s'inspira la pel·lícula, llibret d'Hugh Morton i música de Gustav Kerker, va ser creada a Broadway el 28 de setembre de 1897.
- La pel·lícula és l'última col·laboració de Robert Alton i Fred Astaire.